# Bank Central Asia
PT Bank Central Asia Tbk, comunemente nota come Bank Central Asia (BCA), è una banca indonesiana fondata il 21 febbraio 1957. Bank Central Asia è la più grande banca privata indonesiana con un patrimonio di 1.029,83 trilioni di rupie (68,5 miliardi di dollari) nell 2022.  La sede centrale è presso la BCA Tower a Giacarta.
Bank Central Asia (BCA) è stata fondata da Salim Group come "NV Perseroan Dagang Dan Industrie Semarang Knitting Factory". Originariamente la banca iniziò in piccolo, ma fu ampliata dal banchiere e conglomerato Mochtar Riady che prese il controllo della banca. Bank Central Asia si espanse rapidamente durante gli anni '80 e '90; BCA collabora con istituzioni rinomate, come PT Telkom, Citibank e American Express. La banca fu duramente colpita durante la crisi finanziaria del 1997 e la successiva rivolta di maggio del 1998. Era indebitata enormemente e di conseguenza venne rilevata dall'Agenzia indonesiana per la ristrutturazione delle banche e venduta a un altro gruppo conglomerato, Djarum.
Da allora BCA ha prosperato e successivamente ha compiuto un passo importante diventando pubblica nel 2000. Nel 2022, Bank Central Asia è stata premiata come "Migliore banca in Indonesia" da Forbes.

## Storia
Gli inizi della Bank Central Asia risalgono al 1955, quando venne fondata come "NV Perseroan Dagang Dan Industrie Semarang Knitting Factory". Inizialmente, la società non operava nel settore bancario, ma era un'azienda tessile a Semarang.  Non molto tempo dopo, il 12 ottobre 1956, l'azienda tessile si trasformò in una società bancaria denominata NV Bank Asia. Il suo nome fu successivamente cambiato in Central Bank Asia il 13 febbraio 1957 e il 12 febbraio 1957 in NV (poi PT) Bank Central Asia. Lo stesso giorno la banca iniziò ad operare. Successivamente, due uomini d'affari, Liem Sioe Liong (in seguito ribattezzato Sudono Salim) e il suo socio, Tan Lip Soin, acquistarono la banca dalle mani del suo vecchio proprietario, Gunardi. Hanno poi trasferito la sede centrale della banca a Giacarta. BCA è la seconda banca di proprietà di Liem dopo aver fondato la Bank Windu Kentjana nel 1954. Dal 21 maggio 1974, il nome PT Bank Centraal Asia è stato semplificato in PT Bank Central Asia (BCA).

### Dal 1957 al 1987
In un primo tempo, in seguito all'uscita del socio, la proprietà di BCA era controllata da Liem e dalla sua famiglia. Dopo che Suharto divenne presidente della Repubblica di Indonesia, forse come una forma di "ricompensa", Liem offrì a Suharto azioni BCA. Tuttavia, dopo il suo rifiuto, azioni BCA furono consegnate ai suoi due figli, Siti Hardiyanti Rukmana (Mbak Tutut) e Sigit Harjojudanto rispettivamente con il 10 e il 20%. In seguito, questa cifra è stata modificata con Sigit che ha ottenuto il 16,7% e Tutut il 13,3%. In totale, entrambi sono arrivati a possedere il 32% di BCA. Il 31 gennaio 1973, BCA effettuò la sua prima fusione con Bank Sarana Indonesia. Tuttavia, poiché Liem non aveva esperienza nel settore bancario, fino all'inizio degli anni '70 la BCA era ancora una piccola banca con solo 2 filiali. La situazione cambiò quando il banchiere Mochtar Riady fu convinto da Liem ad entrare in BCA il 1º maggio 1975 in cambio del 17,5% delle azioni di BCA. Migliorò il sistema di lavoro della banca e riordinò gli archivi, che a quel tempo erano in una stanza piena di ragnatele.  Mochtar si rese poi conto che Liem, in quanto uno degli uomini d'affari più potenti in quel periodo (deteneva il monopolio sui chiodi di garofano, la farina Bogasari e il cemento Indocement) aveva il potenziale per far crescere la banca e attirare nuovi clienti. Per questo motivo il logo BCA utilizzato (dal 1977) presenta un motivo a chiodi di garofano. Furono così create nuove filiali e furono ridotti i tassi di interesse.
Il 30 giugno 1976, la BCA si fuse nuovamente con la Bank Gemari  che era di proprietà della Indonesian Armed Forces Welfare Foundation. Anche l'ufficio della Gemari Bank è stato trasformato in una filiale della BCA. Questa fusione ha permesso a BCA di diventare una banca di cambio, a partire dal 28 marzo 1977. Successivamente, il 30 marzo 1979, BCA ha effettuato la sua fusione definitiva con PT Indo-Commercial Bank. Nel suo sviluppo, assistito dai figli di Liem, Anthony Salim e Andree Salim, Mochtar ha sviluppato BCA in una direzione innovativa dal 1979. Ha presentato richiesta alla Bank Indonesia per poter emettere e distribuire carte di credito a nome di BCA con validità internazionale, in collaborazione con MasterCard; questo prodotto, chiamato "BCA Card", è stato lanciato nel 1979 come la prima carta di credito in Indonesia.  BCA si è espansa in modo aggressivo con una rete di filiali in linea con la deregolamentazione del settore bancario in Indonesia; ha poi sviluppato diversi prodotti e servizi informatici, nel 1987 ha introdotto le carte bancomat. Di conseguenza, BCA si trasformò in una delle più grandi banche private in Indonesia alla fine degli anni '70. Il suo patrimonio salì alle stelle, da 998 milioni di IDR nel 1974, a 24,8 miliardi di IDR nel 1976 e nel 1986 a 1 trilione di IDR. Ciò accadde anche se negli anni '80 la BCA dovette affrontare una serie di sfide, come il bombardamento di due delle sue filiali nel 1984 e le perdite dovute ai giochi di cambio da parte del figlio di Mochtar, Andrew Riady nel 1986, subito rimosso dall'incarico importante che aveva in banca.

### Dal 1988 al 2019
Tuttavia, progressi ancora più rapidi furono compiuti dopo l’adozione del pacchetto politico dell’ottobre 1988 (PAKTO 88) che ha liberalizzato il settore bancario in Indonesia. In risposta al PAKTO 88, BCA ha lanciato nel 1989 il suo prodotto principale, Future Savings (Tahapan), inizialmente commercializzato insieme a diverse altre banche.  Dopo questo periodo, i prestiti e il patrimonio di BCA aumentarono, mentre le filiali passarono da 50 nel 1988 a 173 alla fine del 1989, più altre 148 nuove filiali nel 1990. Nel dicembre 1990 Mochtar si dimise dalla BCA (il presidente all'epoca era Abdullah Ali) perché voleva concentrarsi sulla propria banca, la Banca Lippo. Nel 1995, le filiali BCA raggiunsero quota 450, aprendo anche ad Hong Kong, New York e Singapore. La banca divenne la quinta banca più grande dell'Indonesia dopo alcune banche statali.
BCA ha vissuto un periodo di vendite dettate dal panico durante la crisi finanziaria asiatica del 1997. Nel 1998 BCA è diventata una Bank Take Over (BTO) ed è stata inserita nel programma di ricapitalizzazione e ristrutturazione gestito dall'Indonesian Bank Restructuring Agency (IBRA), un'istituzione governativa. Nel 1999, BCA è stata completamente ricapitalizzata con il governo indonesiano, attraverso IBRA, assumendo la proprietà del 92,8% delle azioni BCA in cambio del sostegno di liquidità da parte della Banca Indonesia e di uno scambio di prestiti con parti correlate con titoli di stato.
Nel 2000, IBRA ha ceduto il 22,5% delle sue azioni BCA attraverso un'offerta pubblica iniziale, riducendo la sua proprietà di BCA al 70,3%. Nel 2001, in un'offerta pubblica secondaria, il 10% delle azioni totali di BCA furono messe a disposizione del mercato. La partecipazione di IBRA in BCA è scesa al 60,3%. Nel 2002, Farindo Investment (Mauritius) Limited ha acquisito il 51% delle azioni di BCA attraverso un collocamento privato strategico. Nel 2004, IBRA ha ceduto l'1,4% delle azioni BCA a investitori nazionali attraverso un collocamento privato. Nel 2005, il governo indonesiano, attraverso PT Perusahaan Pengelolaan Aset (PPA), ha detenuto il restante 5,02% delle sue azioni BCA per poi liberasene del tutto. 
Nel 2007, BCA è diventata pioniera nell'introduzione di prodotti ipotecari a tasso fisso e ha lanciato la sua carta a valore memorizzato, Flazz Card, introducendo il Weekend Banking per mantenere la propria leadership nel settore delle transazioni bancarie.
Nel 2010-2013, BCA è entrata in nuove linee di business, tra cui il settore bancario della Sharia, il finanziamento motociclistico, le assicurazioni generali e le attività sui mercati dei capitali. Nel 2013, ha aumentato la sua proprietà effettiva dal 25% al 100% nel suo ramo assicurativo generale PT Asuransi Umum BCA (ex PT Central Sejahtera Insurance e noto anche come BCA Insurance).
Nel 2014-2016, BCA ha sviluppato MyBCA, un punto vendita bancario digitale self-service; reti bancomat innovative per ridurre al minimo i rischi operativi; e ha lanciato il portafoglio elettronico basato sull'app Sakuku. BCA ha continuato a sviluppare diverse modalità di pagamento per le transazioni online. Nel 2018 BCA ha lanciato una funzionalità di trasferimento peer-to-peer utilizzando la tecnologia del codice QR, applicabile su m-BCA e Sakuku.
BCA ha completato l'acquisizione del 100% delle azioni (direttamente e indirettamente) di PT Bank Royal Indonesia nell'ottobre 2019. Dopo l'acquisizione, il modello di business di Bank Royal si trasformerà in una banca basata sul digitale, integrando i canali digitali consolidati di BCA.